# 谷城县
穀城縣（春秋時國所在地）是湖北省襄阳市下属县，位于襄阳西部，汉江中游西岸。常住人口約49万人。县人民政府駐城关鎮。

## 地名由来
穀城地域，古属豫州。西周时封赢姓（名无考）为穀伯（辖今穀城縣回流湾以西及老河口市一部分），建都城于穀山，名穀國。清乾隆《襄阳府志》卷4《山川》载：穀山“（穀城）县西北十里，一名穀神山。上有穀伯塚，下为穀國城”。又《清史稿·地理志》襄阳府穀城縣：县西北有“穀城山，县以此名”。

## 地理
全县县域面积2553平方千米，地势西高东低，山地、丘陵占全县总面积90%。西部属武当山余脉，南部属荆山余脉，海拔1000米以上山峰有30多座，其中西南部的青龙山，海拔1584米，为全县境内最高峰，北部和中部多为海拔200至400米的丘陵，仅东部汉江沿岸及南河、北河下游为平原。

## 行政区划
谷城县下辖9个镇、1个乡：
城关镇、石花镇、盛𡐓镇、庙滩镇、五山镇、茨河镇、南河镇、紫金镇、冷集镇、赵湾乡和薤山林场。

## 人口
襄阳市第七次全国人口普查公报显示：谷城县常住人口为483293人，男性人口占比50.21%，女性人口占比49.79%，年龄结构中0-14岁占比18.72%，15-59岁占比59.47%，60岁以上占比21.81%，65岁以上占比15.91%。
全縣人口由漢族、回族、蒙古族、藏族、維吾爾族等21個民族構成。其中：漢族佔總人口的99.80%，其他少數民族佔總人口的0.20%。
2010年末总人口556,066人，132,142户。其中：农业人口442,978人，非农业人口113,088人。民族以汉族为主，且有回族、土家族、满族、蒙古族、藏族、苗族、瑶族、壮族、侗族等少数民族杂居。

## 交通
- 汉十城际铁路：穀城北站

## 人文历史
紫金镇沈垭村有明清天主教建筑群落。最著名的是沈垭天主教堂。

## 参看
- 筑阳县